# Gonypeta punctata
Gonypeta punctata är en bönsyrseart som beskrevs av Wilhem de Haan 1842. Gonypeta punctata ingår i släktet Gonypeta och familjen Mantidae. Inga underarter finns listade i Catalogue of Life.